# Vihula (plaats)
Vihula (Duits: Viol) is een plaats in de Estlandse gemeente Haljala, provincie Lääne-Virumaa. De plaats heeft 85 inwoners (2021) en heeft de status van dorp (Estisch: küla).
Vihula maakte tot in 2017 deel uit van de gelijknamige gemeente. In dat jaar fuseerde Vihula met de gemeente Haljala. De plaats ligt op het terrein van het Nationaal Park Lahemaa. Door Vihula stroomt de rivier Mustoja.

## Geschiedenis
Het landgoed dat bij Vihula hoort (Estisch: Vihula mõis) werd voor het eerst genoemd in 1501. Het landhuis is bewaard gebleven en behoort met de landhuizen van Palmse en Sagadi tot de attracties van het Nationale Park Lahemaa. Het landgoed was in het bezit van Duits-Baltische families, onder wie de familie von Helffreich. In 1810 kwam het in handen van de familie von Schubert. Het huidige landhuis en zijn bijgebouwen (waaronder een stal, een ijskelder, een palmenhuis en een watermolen) zijn gebouwd in opdracht van deze familie tussen 1820 en 1890.
Nadat Estland in 1920 definitief onafhankelijk was geworden, werd het landgoed onteigend, maar de familie von Schubert bleef nog tot in 1939 in het landhuis wonen. In dat jaar vertrok de familie, zoals het overgrote deel van de Baltische Duitsers, als gevolg van het Molotov-Ribbentroppact naar Duitsland.
Tijdens de Tweede Wereldoorlog was in het landhuis een opleidingsinstituut voor de Abwehr gevestigd. Na de oorlog werd het eerst een bejaardentehuis en daarna het hoofdkantoor van een kolchoz.
Sinds 1991 zijn het landhuis met zijn bijgebouwen en het park eromheen in handen van een vennootschap, die het complex geheel heeft laten restaureren. Het complex wordt gebruikt als hotel, club, conferentie-oord en kuuroord; de Engelse naam luidt Vihula Manor Country Club & Spa.
Het dorp zelf kampt, zoals veel dorpen in Estland, met een teruglopend inwoneraantal. In 2000 woonden er nog 132 mensen.

## Foto's

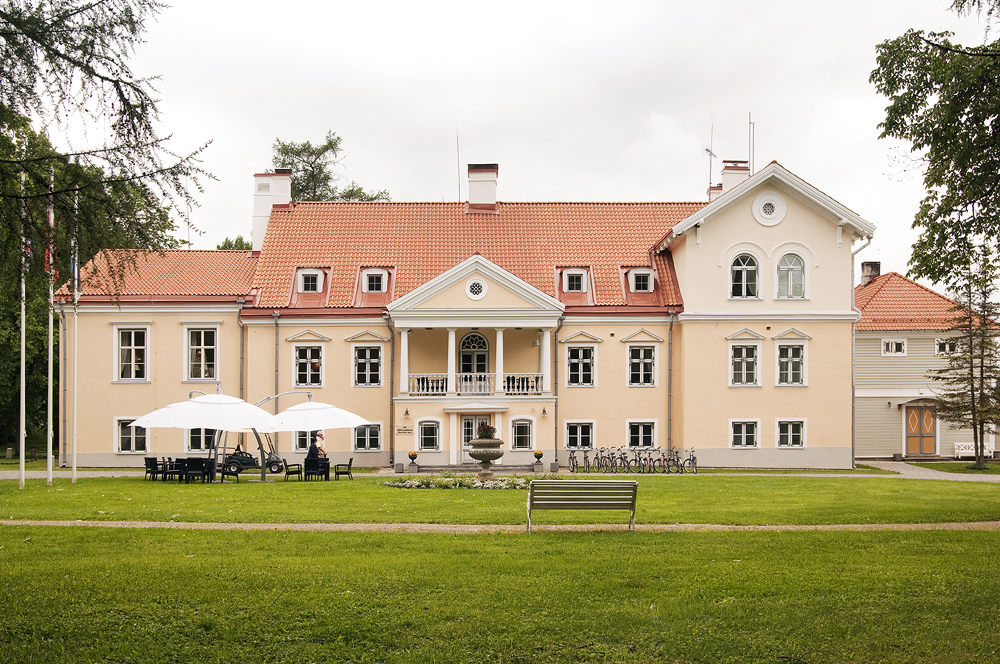
Landhuis van Vihula, hoofdgebouw
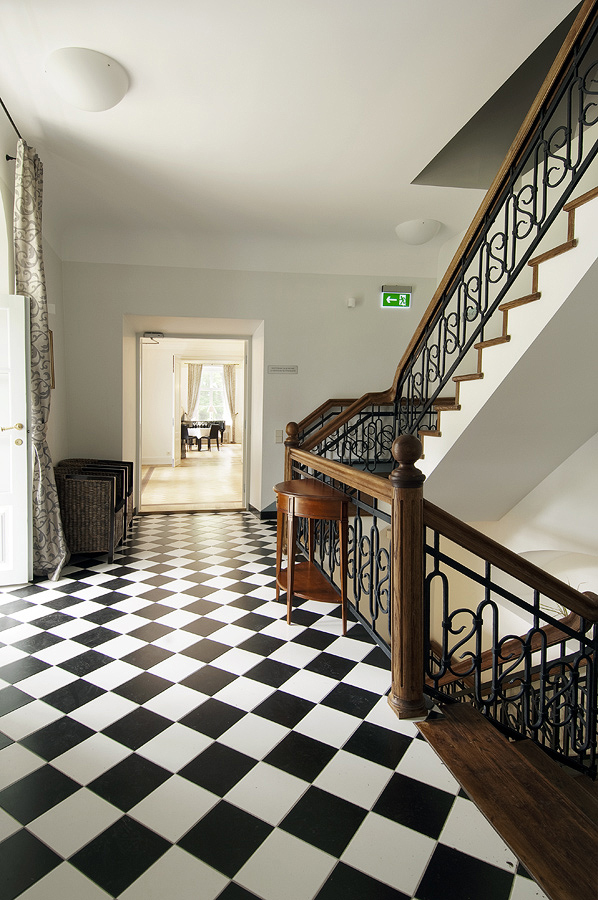
Trappenhuis in het landhuis
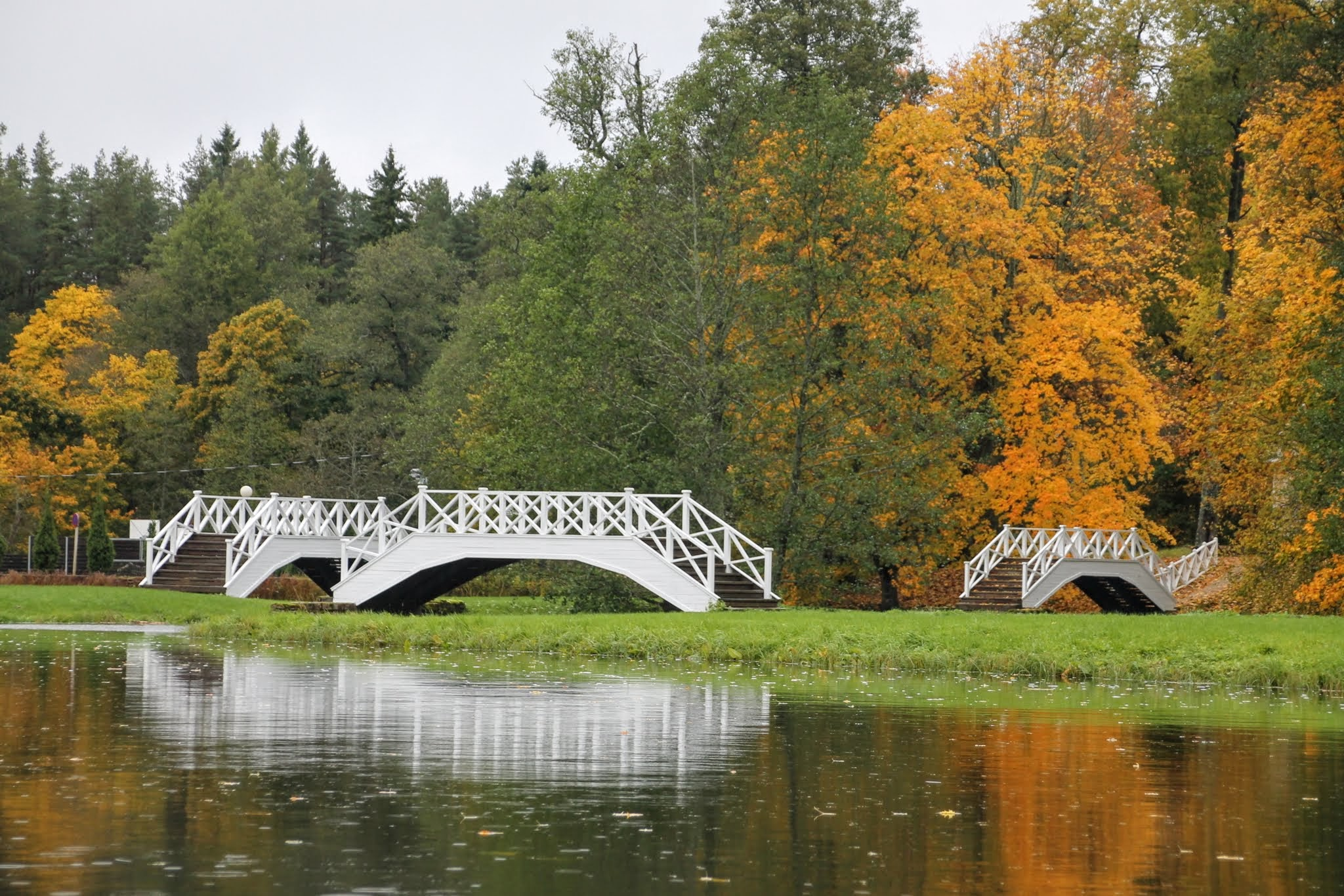
In het park rond het landhuis
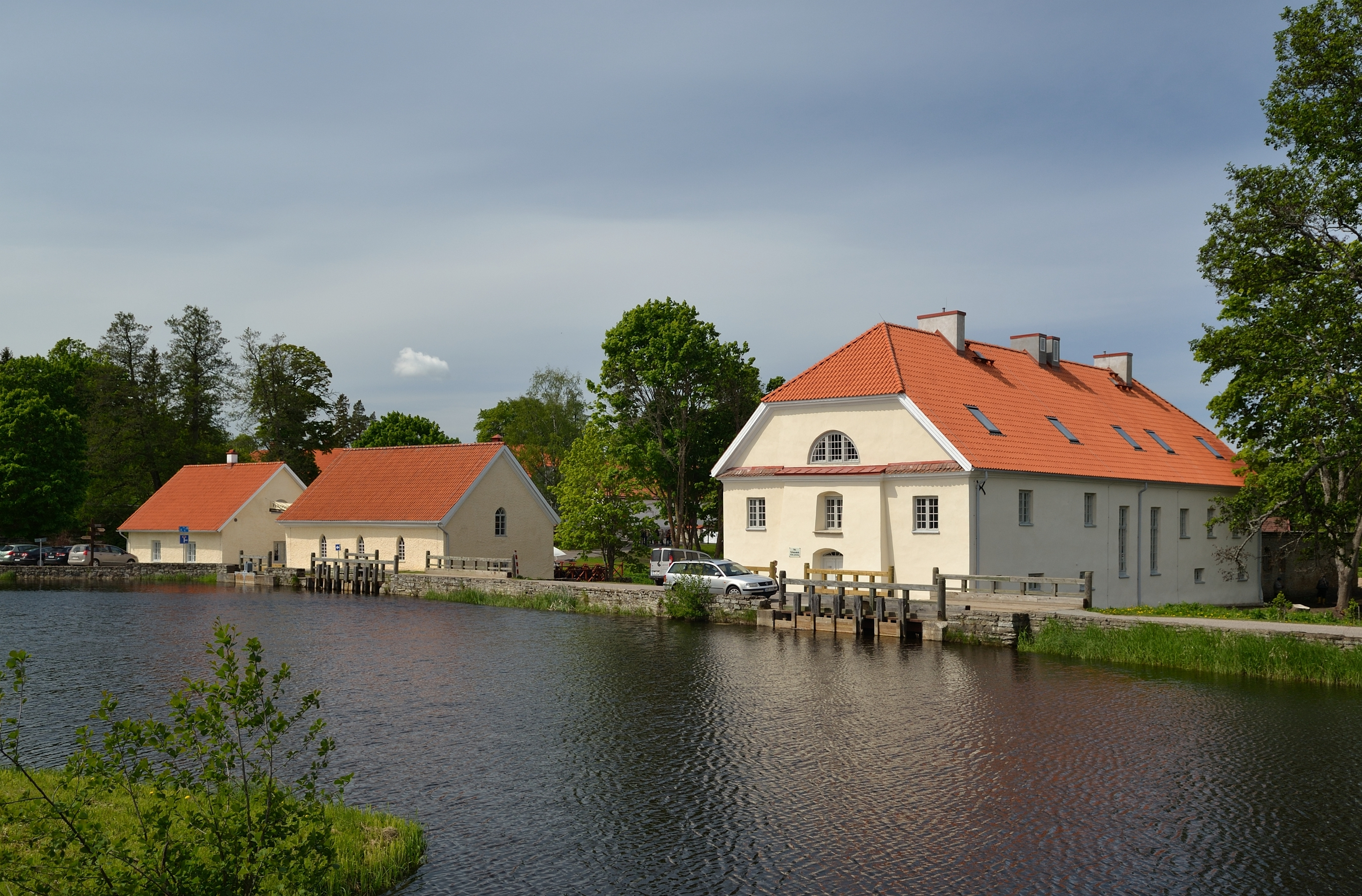
Links de watermolen, rechts de vroegere wodkastokerij. Het water is de rivier Mustoja
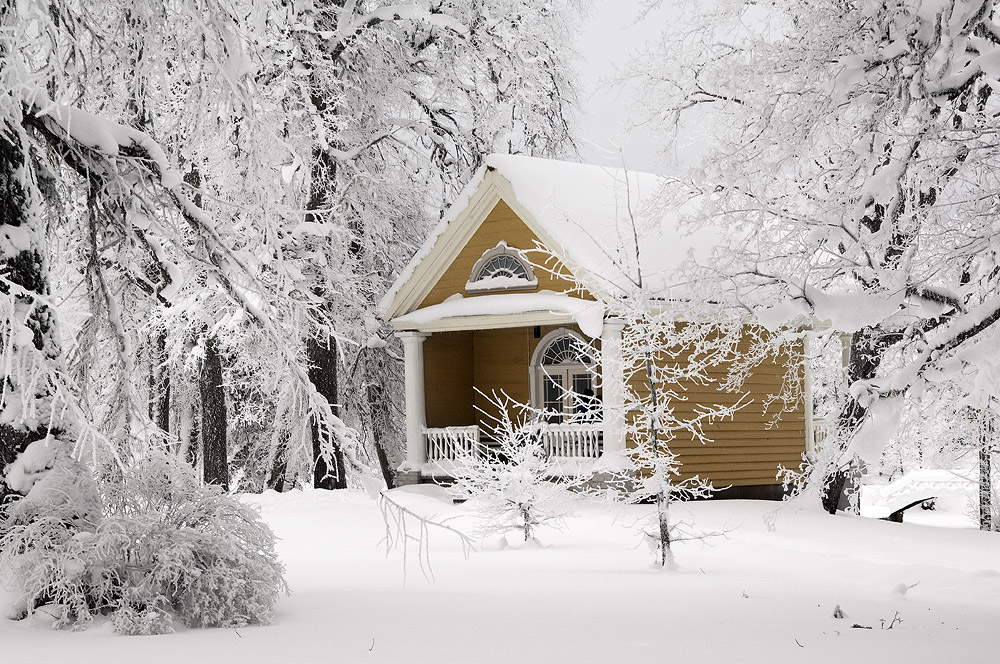
Het theehuis in de winter
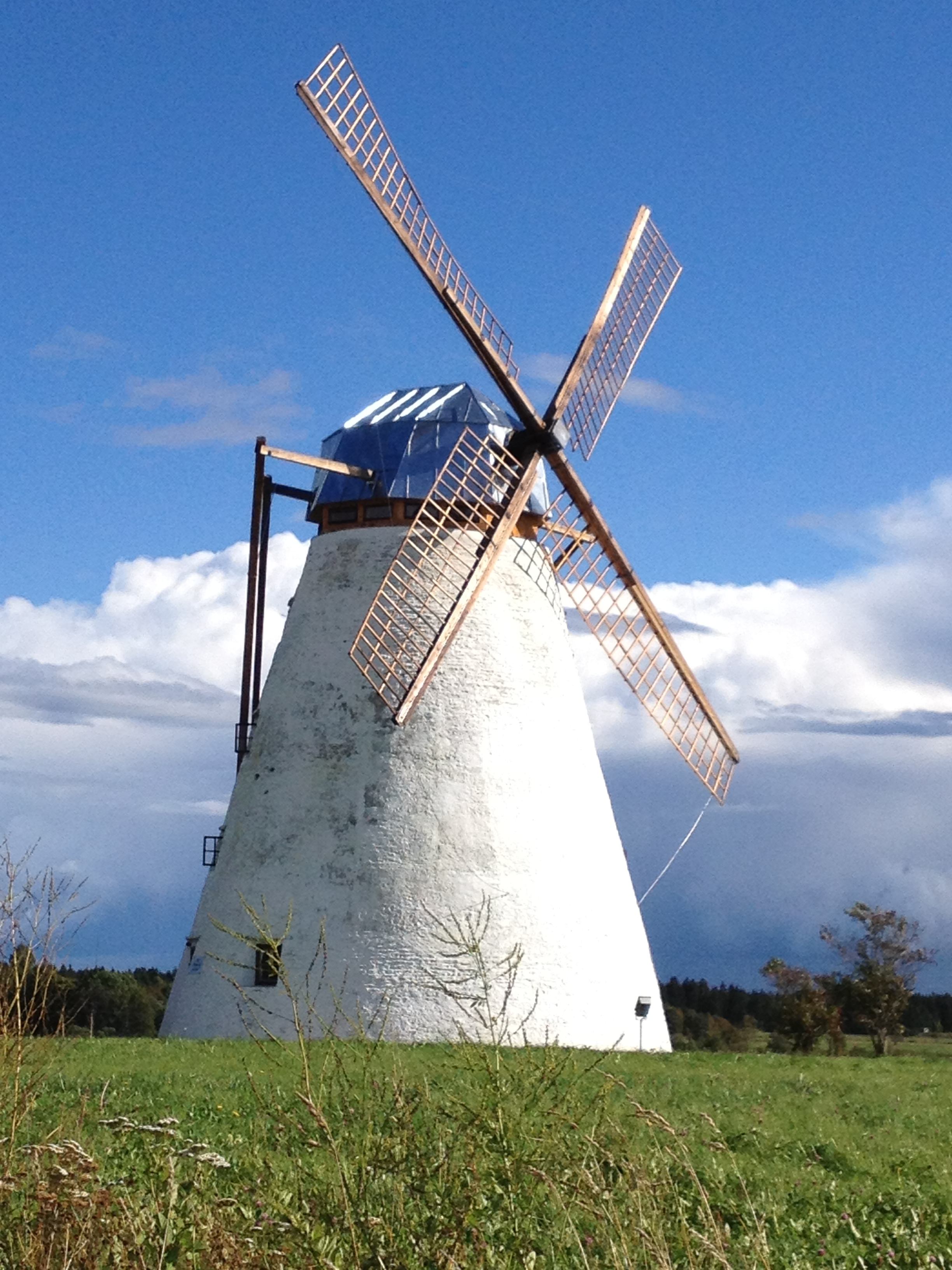
Windmolen in het park bij het landhuis
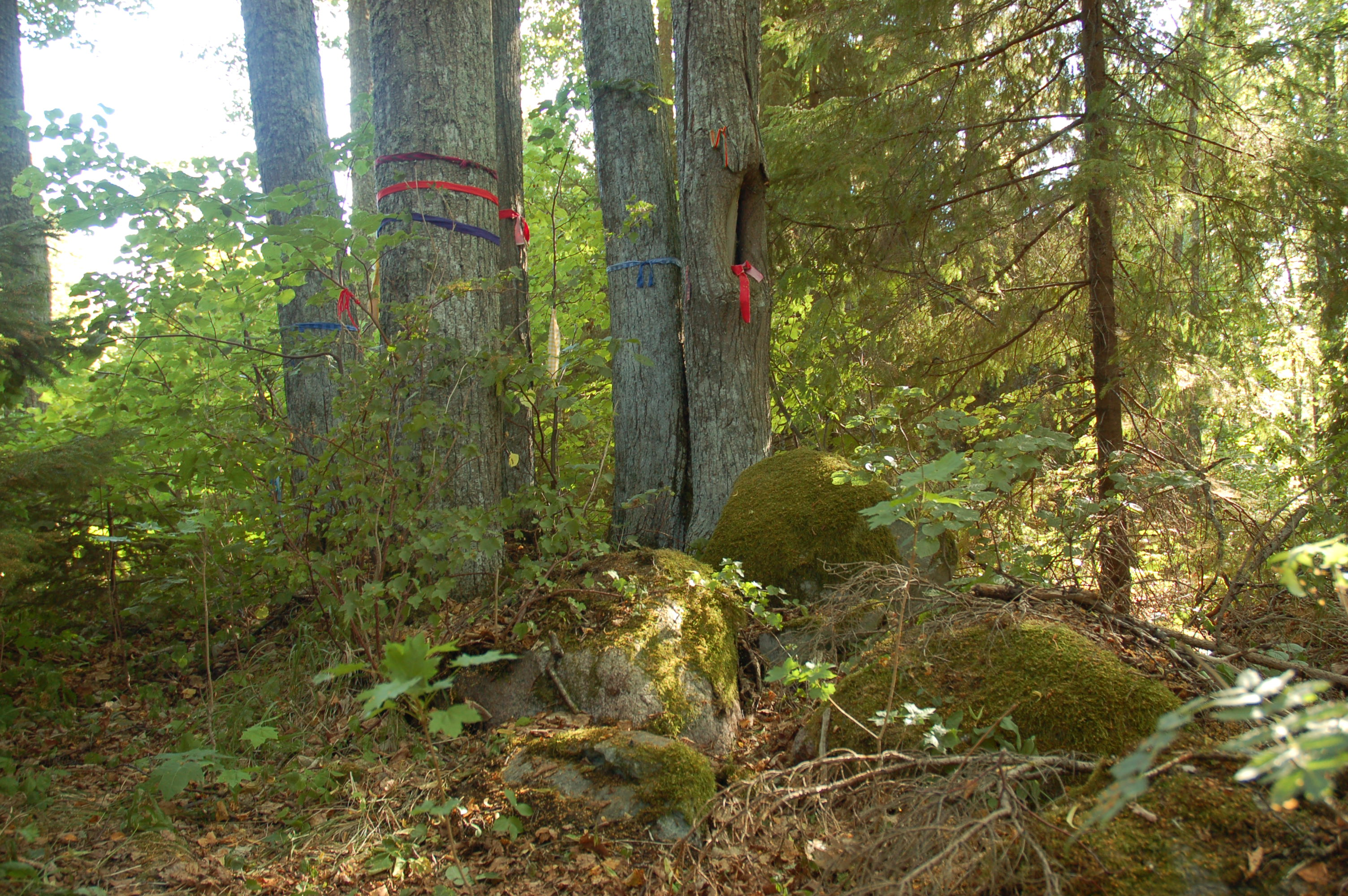
Heilige lindencirkel bij Vihula